# Регент
Регент (од латинског regens, што значи „онај који влада“) је особа изабрана за шефа државе уместо монарха, због његове малолетности, одсутности или онеспособљености. Особа која врши дужности регента је дефакто владар суверенитета, али не и монарх. 
Разлог за потребу регенства може бити и интеррегнум који настане по изумирању предвиђене наследне линије, те регент којег одреди парламент у том случају врши дужности шефа државе док се не изабере нови монарх из једне од споредних наследних линија. За регента се најчешће бирају чланови уже владареве породице или племићи вишег ранга. Неретко за регенте се постављају највиши великодостојници цркве и највиши припадници војске.
Неки од регената:
- Александар I Карађорђевић, српски и југословенски регент 1914—1921.
- Павле Карађорђевић, југословенски регент 1934—1941.
- Миклош Хорти, регент Мађарске за време Другог светског рата
- Дамаскин, регент Грчке за време Другог светског рата